# Отворено првенство САД у тенису 2010.
Отворено првенство Сједињених Држава у тенису 2010. је одржано у периоду од 30. августа до 13. септембра 2010. године у Њујорк Ситију. У категорији синглова браниоци титула из претходне године били су Хуан Мартин Дел Потро, који је одустао од учешћа, и Ким Клајстерс.

## Категорије
- Мушкарци појединачно
- Жене појединачно